# Myuroclada maximowiczii
Myuroclada maximowiczii är en bladmossart som beskrevs av Steere och Wilfred Borden Schofield 1956. Myuroclada maximowiczii ingår i släktet Myuroclada och familjen Brachytheciaceae. Inga underarter finns listade i Catalogue of Life.